# Santa Vitória (Beja)
Santa Vitória é uma povoação portuguesa do Município de Beja que foi sede da extinta Freguesia de Santa Vitória, freguesia que tinha 111,32 km² de área e 595 habitantes (2011) e, por isso, uma densidade populacional de 5,3 hab/km².
A Freguesia de Santa Vitória foi extinta em 2013, no âmbito de uma reforma administrativa nacional, tendo sido agregada à Freguesia de Mombeja para formar uma nova freguesia denominada União das Freguesias de Santa Vitória e Mombeja da qual é a sede.

## População
| População da freguesia de Santa Vitória (1864 – 2011) | População da freguesia de Santa Vitória (1864 – 2011) | População da freguesia de Santa Vitória (1864 – 2011) | População da freguesia de Santa Vitória (1864 – 2011) | População da freguesia de Santa Vitória (1864 – 2011) | População da freguesia de Santa Vitória (1864 – 2011) | População da freguesia de Santa Vitória (1864 – 2011) | População da freguesia de Santa Vitória (1864 – 2011) | População da freguesia de Santa Vitória (1864 – 2011) | População da freguesia de Santa Vitória (1864 – 2011) | População da freguesia de Santa Vitória (1864 – 2011) | População da freguesia de Santa Vitória (1864 – 2011) | População da freguesia de Santa Vitória (1864 – 2011) | População da freguesia de Santa Vitória (1864 – 2011) | População da freguesia de Santa Vitória (1864 – 2011) |
| ----------------------------------------------------- | ----------------------------------------------------- | ----------------------------------------------------- | ----------------------------------------------------- | ----------------------------------------------------- | ----------------------------------------------------- | ----------------------------------------------------- | ----------------------------------------------------- | ----------------------------------------------------- | ----------------------------------------------------- | ----------------------------------------------------- | ----------------------------------------------------- | ----------------------------------------------------- | ----------------------------------------------------- | ----------------------------------------------------- |
| 1864                                                  | 1878                                                  | 1890                                                  | 1900                                                  | 1911                                                  | 1920                                                  | 1930                                                  | 1940                                                  | 1950                                                  | 1960                                                  | 1970                                                  | 1981                                                  | 1991                                                  | 2001                                                  | 2011                                                  |
| 798                                                   | 765                                                   | 1 083                                                 | 1 108                                                 | 1 545                                                 | 1 794                                                 | 2 931                                                 | 2 396                                                 | 2 383                                                 | 2 240                                                 | 1 495                                                 | 1 092                                                 | 817                                                   | 750                                                   | 595                                                   |